# Државни пут 435
Државни пут IIБ реда 435 је локални пут у јужној Србији који повезује Пољаницу са Косовским Поморављем. Деоница Трстена—Вељеглава није изграђена.

## Траса пута
| \| \| \| \| Везе \| \| ----------------------------------------- \| -------------- \| \| ------------------ \| \| 0 \| Власе \| \| Врање \| \| 8 \| Трстена \| \| \| \| Деоница Трстена—Вељеглава је неизграђена. \| \| \| \| \| 19 \| Вељеглава \| \| \| \| 36 \| Доња Шипашница \| \| Огоште \| \| 38 \| Одановце \| \| Горње Карачево \| \| 44 \| Доморовце \| \| Бујановац, Гњилане \| |                |  |                    |
| |                |  | Везе               |
| 0 | Власе          |  | Врање              |
| 8 | Трстена        |  |                    |
| Деоница Трстена—Вељеглава је неизграђена. |                |  |                    |
| 19 | Вељеглава      |  |                    |
| 36 | Доња Шипашница |  | Огоште             |
| 38 | Одановце       |  | Горње Карачево     |
| 44 | Доморовце      |  | Бујановац, Гњилане |